# Juśwa
Juśwa (ros. Юсьва) – wieś (sieło) w Rosji, w Kraju Permskim, ośrodek administracyjny rejonu juświńskiego. W 2010 liczyła 4679 mieszkańców.